# Mucagwa
Mucagwa är ett periodiskt vattendrag i Burundi.   Det ligger i provinsen Karuzi, i den centrala delen av landet, 100 kilometer öster om huvudstaden Bujumbura.
I omgivningarna runt Mucagwa växer huvudsakligen savannskog. Runt Mucagwa är det ganska tätbefolkat, med 111 invånare per kvadratkilometer.